# Natte duinheide
Natte duinheide is een natuurdoeltype waarvan de vegetatie voornamelijk bestaat uit mossen, grassen en dwergstruiken. Het natuurdoeltype heeft een nat waterregime. De grondwaterstand kan zowel ondiep als diep uit, de grondwaterstand is weinig van invloed op natte duinheide. De vegetatie wordt voornamelijk gevoed door water afkomstig van neerslag en eventueel door grondwater. Het natuurdoeltype komt meestal voor op duinvaaggronden. De trofiegraad van de bodem is oligotroof of mesotroof en heeft een zure tot matig zure pH-waarde. Het natuurdoeltype heeft een oppervlakte van minstens 15 hectare nodig om zichzelf in stand te houden en heeft begrazing nodig. Het natuurdoeltype kan overeenkomen met meerdere habitattype uit de habitatrichtlijn. Wanneer de soort kraaihei (Empetrum nigrum)    aanwezig is komt het natuurdoeltype overeen met het habitattype vastgelegde ontkalkte duinen met Empetrum nigrum, wanneer de soort kruipwilg (Salix repens) aanwezig is met het habitattype duinen met Salix repens ssp. argentea (Salicion arenariae) en wanneer de soort gewone dophei (Erica tetralix) aanwezig is komt het overeen met het habitattype Noord-Atlantische vochtige heide met Erica tetralix.

## Plantengemeenschappen
Binnen het natuurdoeltype natte duinheide kunnen meerdere plantengemeenschappen voorkomen. Deze plantengemeenschappen hoeven niet allemaal voor te komen om het natuurdoeltype te bereiken.
| Nederlandse naam                              | Wetenschappelijke naam                                           |
| --------------------------------------------- | ---------------------------------------------------------------- |
| associatie van drienervige en zwarte zegge    | Caricetum trinervi-nigrae                                        |
| rompgemeenschap met duinriet en addertong     | RG Calamagrostis epigejos-Ophioglossum vulgatum-[Parvocaricetea] |
| associatie van moeraswolfsklauw en snavelbies | Lycopodio-Rhynchosporetum                                        |
| associatie van kraaihei en gewone dophei      | Empetro-Ericetum                                                 |
| associatie van klokjesgentiaan en borstelgras | Gentiano-Nardetum                                                |
| associatie van wintergroen en kruipwilg       | Pyrolo-Salicetum                                                 |